# Ötzi - L'ultimo cacciatore
Ötzi - L'ultimo cacciatore (Der Mann aus dem Eis) è un film del 2017 diretto da Felix Randau.
La storia immaginaria del film è un racconto ambientato nell'età del rame, in cui si ipotizza ed esamina l'eventuale sfondo della morte di Ötzi, avvenuta più di 5.000 anni fa e testimoniata dal ritrovamento della mummia dei ghiacci.
Venne presentato in anteprima l'8 agosto 2017 nell'ambito del Festival internazionale del film di Locarno.

## Trama
5.300 anni fa, durante il tardo Neolitico, un clan si è stabilito vicino a un torrente nelle Alpi Venoste. Il clan si nutre della carne delle capre e pecore che alleva e degli animali selvatici che caccia, protetto dal freddo da pellicce fatte di un tessuto prodotto su un telaio semplice, e tenuto unito da rituali religiosi e mistici.
Kelab è il capo e sciamano di questo clan, e attraverso una reliquia chiamata "Tineka", un oggetto in una piccola scatola di legno, la tribù celebra tutte le funzioni più importanti, come la nascita di un nuovo membro, o la morte di uno di loro (e proprio questi due eventi importanti per il clan avvengono all'inizio del film). Mentre Kelab è a caccia, tre uomini misteriosi alla ricerca del Tineka, probabilmente di un altro clan, attaccano il villaggio uccidendone gli abitanti, compresa la moglie e il figlio maggiore di Kelab, mentre quest'ultimo riesce, durante l'improbabile fuga e mortalmente ferito, a mettere in salvo il fratello neonato.
Tornato a un villaggio distrutto, può solo prendersi cura del rituale funebre per sua moglie, prima di lanciarsi all'inseguimento dei tre uomini con il bambino nel suo bagaglio e una capra al guinzaglio. Sulla strada, incontra e libera un giovane dalla prigionia di altri due uomini più anziani, di cui riesce a sbarazzarsi. Anche se i due uomini portavano con loro merci, non essendoci alcuno scambio linguistico nel film, non è chiaro se fossero commercianti o ladri. Il ragazzo liberato scappa da Kelab, mentre il neonato e la capra verranno lasciati a una coppia isolata su un terreno più elevato in montagna probabilmente senza figli a causa della differenza di età.
Uno dei ladri della Tineka, fermatosi in attesa, muore fortuitamente durante lo scontro con Kelab; sapendo inoltre che uno degli altri due è rimasto ferito al ginocchio sin dall'agguato iniziale al clan, Kelab può sperare che sul ghiacciaio possa incontrare i due superstiti per colpirli. Al momento di scontrarsi, però, cade in un crepaccio in cui viene abbandonato e dato per morto; successivamente una corda viene calata per salvarlo e riportarlo sull'altopiano del ghiacciaio: a calarla è il giovane che aveva precedentemente salvato, e che lo ha seguito fino a questo punto e ora va per la sua strada. Kelab può così seguire le tracce nella neve fino alla valle successiva, dove i due inseguiti vivono in tende con moglie e due bambini. Dopo aver ucciso entrambi gli uomini, resiste poi alla possibilità di una completa vendetta, pertanto risparmia la donna e i due figli e li aiuta silenziosamente a bruciare gli uomini.
Ritrovata infine la Tineka, una pietra di agata lucida e scura, Kelab lancia poi la cassa che la conteneva nel vuoto della montagna sulla via del ritorno il giorno successivo. Poco dopo, però, viene colpito con una freccia da uno dei due uomini più anziani, che credeva di aver precedentemente ucciso; il morente Kelab rotola giù per un pendio ed entra nella posizione contorta dove sarà trovato migliaia di anni dopo.

## Sfondo
L'Uomo del Tisenjoch, altrimenti Uomo del Similaun o Uomo dell'Hauslabjoch, conosciuto in tutto il mondo subito dopo la sua scoperta nel settembre del 1991 con il soprannome di Ötzi, è considerato il più importante reperto mummificato dell'età del rame in Europa. Il suo corpo è stato conservato come una mummia liofilizzata nel ghiaccio del ghiacciaio del Similaun, Niederjochferner nelle Alpi Venoste, Alto Adige e conservato al Museo archeologico dell'Alto Adige di Bolzano. Il ritrovamento ha permesso di rinvenire attrezzature tipiche del periodo eneolitico, come archi e frecce e un'accetta in rame, che è stata ottenuta, secondo le ultime analisi, con del minerale proveniente dalla Toscana meridionale. L'uomo del Similaun si serviva probabilmente dell'ascia per l'abbattimento di alberi e per compiere la macellazione delle prede, come suggeriscono i ritrovamenti di materiale organico di origine animale sulla lama dell'arma. Oltre a queste finalità, l'ascia costituiva probabilmente anche un simbolo della classe sociale a cui egli apparteneva. Ötzi indossava un mantello fatto di pellicce di capra e pecora.
Con l'aiuto della datazione al radiocarbonio, la data di morte dell'uomo era tra il 3359 e il 3105 a.C. Nel 2007, sei anni dopo aver individuato una punta di freccia grazie a una tomografia della mummia, fu pubblicato uno studio conclusivo in cui si affermava che Ötzi fosse stato ucciso da un attacco a sorpresa con un dardo alla schiena.

## Produzione
Il titolo cinematografico originariamente pianificato era La vendetta (Die Rache). Direzione affidata a Felix Randau, che è l'autore anche della sceneggiatura, ispirato dalla mummia di Ötzi ha creato una storia di vita immaginaria ambientata nel Neolitico e ha cercato di ricostruire i suoi ultimi giorni.
Il film si è servito dell’aiuto degli esperti del Museo Archeologico dell’Alto Adige, dove oggi si trova la mummia di Ötzi.
Il film ha avuto un notevole costo (1.650.000 €). Business Location Südtirol (BLS) della provincia autonoma di Bolzano ha contribuito per un importo di 560.000 €, il Ministero della Cultura austriaco per 390.000 € (in collaborazione con la provincia della Carinzia ed il Dipartimento della cultura), Carinthia Film Commission ha promosso il progetto con 80.000 € ed  è stato finanziato con 356.000 € dal FilmFernsehFonds Bayern di Monaco; anche il Medienboard Berlin-Brandenburg di Potsdam ha contribuito per un importo di 280.000 €.
Le riprese hanno avuto luogo dal 15 agosto al 1º ottobre 2016 , in Val Passiria, in Val Senales e Val di Vizze, in Alto Adige (Italia); quindi nell'habitat reale e nelle località di Ötzi, e al ghiacciaio Mölltaler Polinik in Carinzia. I costumi sono stati disegnati da Cinzia Cioffi.

## Distribuzione
L'8 agosto 2017 il film è stato presentato in anteprima mondiale al Locarno Festival, alla presenza del regista, il produttore Kruger e molti degli attori, tra cui l'attore protagonista Jürgen Vogel. Dal 7 ottobre 2017, il film è stato al Festival di Amburgo in cui è stato nominato per il Premio Art Cinema. Il 30 novembre 2017, il film è stato ufficialmente distribuito in Germania. La prima austriaca si è svolta a Innsbruck, Vienna e Villach, tra gli altri, nell'ambito del K3 Film Festival.

## Accoglienza
Alan Hunter di Screen Daily lo definisce "un film impressionante, con i sentieri innevati di montagna, le tempeste di ghiaccio e le alte vette che mediano la sfida fisica di Kelab, in particolare una scena in cui la sua rapida discesa è indicata in un crepaccio da cui sembra non esserci alcuna speranza di soccorso. La violenza mostrata è opportuna per il contesto dell'epoca in cui si svolge la storia, come cacciatori che devono dimostrare che solo il più forte sopravvive. È stata una decisione saggia quella dei pochi dialoghi ed in protolingua, sempre secondo Alan Hunter, perché anche i migliori sottotitoli avrebbero, a suo parere, distrutto il fascino di questo tentativo di presentare una cultura neolitica. Anche se non c'è dialogo che possa essere compreso e la narrazione stessa sia semplice (...) ci si interessa al mondo convincente ritratto nel film".
Andrey Arnold nota in Die Presse che "l'assenza di un linguaggio intelligibile accentua anche la sensualità dell'immagine e del suono, e descrive il risultato del film come un incrocio tra Braveheart e Revenant - Redivivo. La forza primordiale e la forza delle scene arcaiche della natura, sono l'essenza di questo film".
L'attore Juergen Vogel dice, che "il ruolo amaro e triste di Kelab riesce a tenere in ansia per gran parte del film, proprio per questo".
Tim Lindemann di epd Film, pensa che la trama sia simile a quella di una classico western e spiega: "Che la vicinanza strutturale all'occidentale sia piuttosto intenzionale, mostra un cameo del leggendario attore di Django Franco Nero. La vendetta brutale e la storia di sopravvivenza sono molto divertenti, ma sembrano un po' strane data la pretesa storico-autentica del film. L'avventurosa commistione tra film di genere e esplorazione antropologica sarà piuttosto irritante per i puristi di entrambi i campi. Tutti gli altri possono godersi questo viaggio nel tempo".

## Riconoscimenti
- 2018 – Deutscher Filmpreis[1]
  - Candidato - Miglior trucco a Heike Merker
  - Candidato - Miglio suono a Gregor Bonse, Thomas Neumann e Marc Parisotto
- 2018 – Preis der deutschen Filmkritik (German Film Critics Association)[1]
  - Miglior colonna sonora a Beat Solèr
- 2018 – Filmfest Hamburg (Hamburg International Film Festival)[1]
  - Candidato - Miglior caratterizzazione a Felix Randau
- 2018 – Locarno Festival[1]
  - Candidato - Variety Piazza Grande Award a Felix Randau